# HSC 2000 Magdeburg
Der HSC 2000 Magdeburg e. V. war ein Frauenhandballverein aus Magdeburg, dessen 1. Mannschaft von 2004 bis 2011 in der 2. Bundesliga Nord der Frauen gespielt hat.

## Geschichte
Der Verein wurde am 20. Januar 2000 durch die Fusion der Handballabteilung des SV Fortuna Magdeburg und dem weiblichen Bereich des SC Magdeburg gegründet. Mit Wirkung vom 1. Juli 2000 wurden alle Mitglieder der beiden Abteilungen mit Unterstützung des Handball-Verbandes Sachsen-Anhalt in den neuen Verein übergeleitet und die neuen Mannschaften unter Beachtung der Zielsetzung des Vereins zusammengestellt.
Der HSC 2000 Magdeburg wurde im Jahr 2014 wieder aufgelöst, die Jugendabteilung übernahm der, erst im Mai 2013 von Michael Jahns als reiner Männerhandballverein gegründete HSV Magdeburg. Den größten Erfolg feierte der HSC 2000 mit Platz 4 in der 2. Bundesliga Nord in der Saison 2008/09.

## Sportstätten
Spiel- und Trainingsstätte des HSC 2000 Magdeburg e. V. sind die Sporthallen Bruno Taut in Magdeburg und die Mittellandhalle in Barleben.

## Der HSC in den Aufstiegs-Play-Offs
In der Saison 2008/09 schaffte der HSC es zum ersten Mal, sich für die Aufstiegs-Play-Offs zu qualifizieren. Man schied jedoch im Halbfinale gegen den späteren Aufsteiger VfL Sindelfingen mit 26:27 und 21:31 aus.

## Saisonbilanzen seit 2000/01
(2002/03 als Spielgemeinschaft mit dem HC Niederndodeleben)

| Saison  | Spielklasse                | Platz | Sp. | Tore    | Diff. | Punkte |
| ------- | -------------------------- | ----- | --- | ------- | ----- | ------ |
| 2000/01 | Regionalliga Mitte         | 9     | 24  | 565:611 | −46   | 19:29  |
| 2001/02 | Regionalliga Mitte         | 7     | 26  | 645:642 | 3     | 27:25  |
| 2002/03 | Regionalliga Mitte         | 8     | 24  | 623:636 | −13   | 20:28  |
| 2003/04 | Regionalliga Mitte         | 1     | 26  | 882:640 | 242   | 49:3   |
| 2004/05 | 2. Bundesliga Nord         | 10    | 28  | 759:761 | −2    | 21:35  |
| 2005/06 | 2. Bundesliga Nord         | 7     | 26  | 687:666 | 21    | 26:26  |
| 2006/07 | 2. Bundesliga Nord         | 9     | 26  | 704:729 | −25   | 26:26  |
| 2007/08 | 2. Bundesliga Nord         | 5     | 24  | 610:576 | 34    | 27:21  |
| 2008/09 | 2. Bundesliga Nord         | 4     | 22  | 557:542 | 15    | 26:18  |
| 2009/10 | 2. Bundesliga Nord         | 9     | 20  | 474:514 | −40   | 13:27  |
| 2010/11 | 2. Bundesliga Nord         | 10    | 22  | 565:605 | −40   | 13:31  |
| 2011/12 | 3. Bundesliga Ost          | 13    | 26  | 552:792 | −240  | 6:46   |
| 2012/13 | Oberliga Mitteldeutschland | 11    | 20  | 412:664 | −252  | 1:39   |

|  | Aufstieg in die 2. Bundesliga |

|  | Abstieg in die 3. Bundesliga |

|  | Abstieg in die Oberliga Mitteldeutschland |

|  | Abstieg in die Sachsen-Anhalt-Liga |

## Jugend
2001 wurde die weibliche B-Jugend Deutscher Meister.